# Taphrina padi

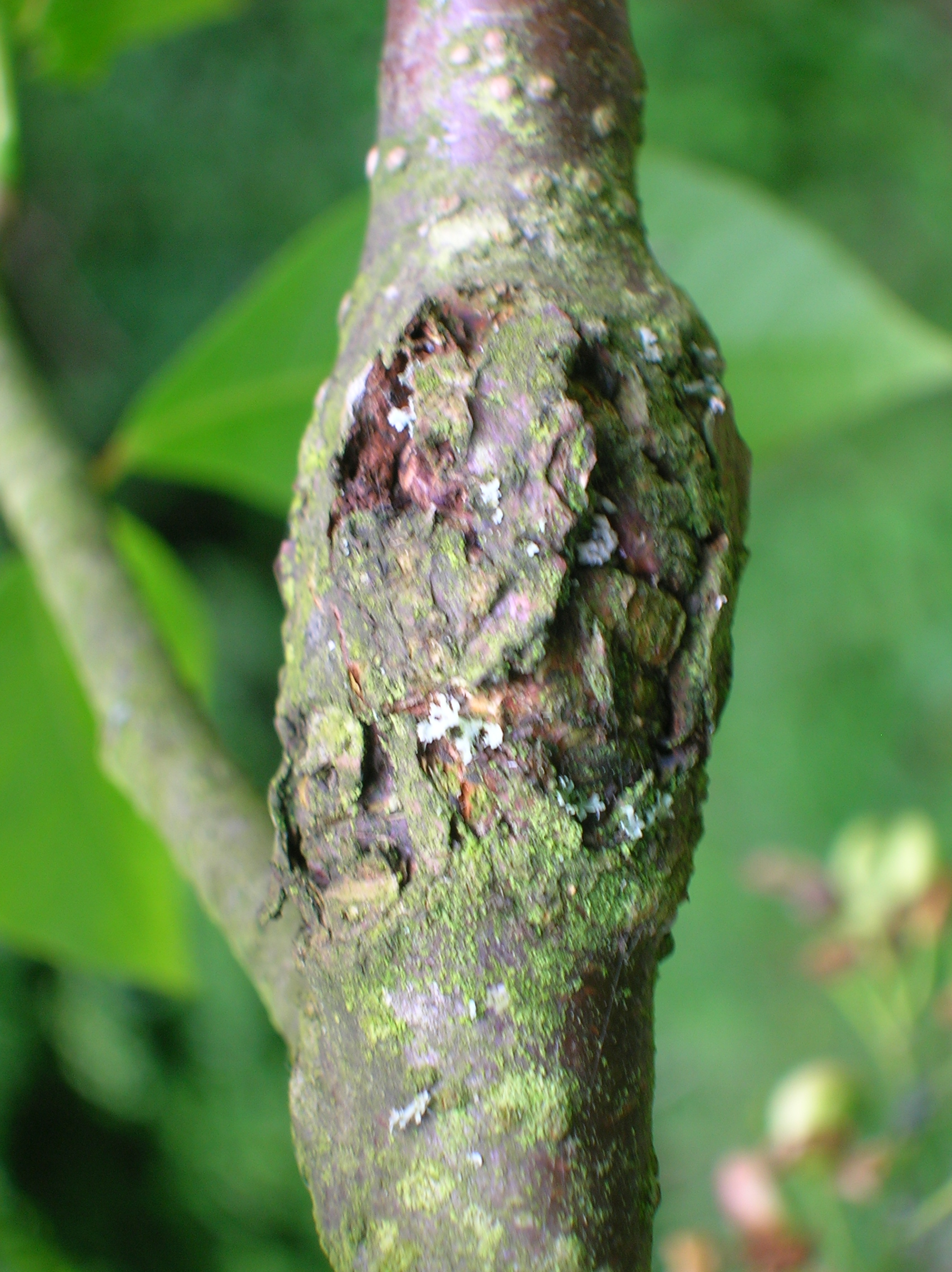
Zniekształcenie pędu czeremchy przez Taphrina padi

Taphrina padi (Jacz.) Mix – gatunek grzybów z klasy szpetczaków (Taphrinomycetes). Grzyb mikroskopijny, pasożyt czeremchy zwyczajnej.

## Systematyka i nazewnictwo
Pozycja w klasyfikacji według Index Fungorum: Taphrina, Taphrinaceae, Taphrinales, Taphrinomycetidae, Taphrinomycetes, Taphrinomycotina, Ascomycota, Fungi.
Po raz pierwszy opisał go w 1926 r. Arthur Louis Arthurovič de Jaczewski jako odmianę Taphrina pruni, nadając mu nazwę Taphrina pruni var. padi. Do rangi odrębnego gatunku podniósł go Arthur Jackson Mix w 1947 r.

## Występowanie
Taphrina padi występuje na całej półkuli północnej, ale jej stanowiska podano głównie w Europie i azjatyckich terenach Rosji. Wskazano także pojedyncze stanowisko przy zachodnim wybrzeżu Kanady. W piśmiennictwie naukowym na terenie Polski do 2008 r. podano co najmniej 5 stanowisk, najstarsze w 1974 r., ale zapewne notowany był dużo dawniej, tylko że uważany był za odmianę Taphrina pruni.

## Morfologia i rozwój
Taphrina padi powoduje zniekształcenie owoców czeremchy. Stają się one nabrzmiałe, puste w środku, zakrzywione i bardzo wydłużone. Nie mają pestki lub jest ona zniekształcona, z dzióbkiem. Na porażonych roślinach mogą być również zdeformowane pędy z małymi listkami w kształcie pasków. Podobne objawy u śliw powoduje Taphrina pruni wywołująca chorobę o nazwie torbiel śliwek.
Torbiele pojawiają się na owocu czeremchy podczas jego dojrzewania. Takie przekształcone w torbiele owoce czeremchy są niejadalne. Początkowo mają jasnozielony kolor, w miarę dojrzewania brązowieją. Ich cechą charakterystyczną jest występujący na ich końcu dzióbek (nie mają go torbiele śliwek). Powierzchnia dojrzałych torbieli staje się pofałdowana i pokryta nalotem, w którym znajdują się gęsto upakowane worki grzyba z askosporami. Po ich wytworzeniu torbiele wysychają i w większości opadają.
Unoszące się w powietrzu zarodniki uwolnione z białawego nalotu na torbielach osadzają się na korze i łuskach pąków żywiciela. Początkowo rozwijają się nie powodując widocznych objawów chorobowych, ale wiosną grzyb atakuje tkanki roślin, powodując obrzęk i deformację pędów. Jego grzybnia wrasta następnie w kwiaty, infekuje ich zalążnie powodując pseudozapylenie i wzmożony podział komórek, w wyniku czego porażone owoce są większe niż zdrowe i przekształcają się w torbiele.

## Ochrona
Usuwanie i niszczenie torbieli może pomóc w ograniczeniu inwazji. Gdy nasilenie choroby jest duże i opanowana jest znaczna część drzewa, zwalczenie choroby jest bardzo trudne. Chorobę można do pewnego stopnia opanować, ostrożnie usuwając zakażone gałęzie, czarcie miotły i owoce, zanim wytworzą się infekcyjne zarodniki przenoszone drogą powietrzną. Zastosowania fungicydów miedziowych nieco ogranicza rozwój choroby.